# Palmlilien
Die Palmlilien oder Yuccas (Yucca) sind eine Pflanzengattung aus der Familie der Spargelgewächse (Asparagaceae). Es ist eine rein neotropische Gattung mit Verbreitungsschwerpunkt in Mittelamerika.

## Beschreibung
Palmlilien sind mehrjährige, verholzende Pflanzen. Manche Arten bilden einen einzigen Stamm, andere Arten verzweigen sich. In Rosetten stehen die ungestielten, einfachen, parallelnervigen, derben, spitzen, starren Laubblätter. Die Blattränder sind glatt oder seltener gezähnt.
Je nach Art können Pflanzen, die älter als zehn Jahre sind, blühen.
In rispigen Blütenständen, die wie ein großes Maiglöckchen aussehen, stehen viele Blüten zusammen. Die zwittrigen, radiärsymmetrischen, dreizähligen Blüten sind glocken- oder kugelförmig. Die sechs, oft weißlichen Blütenhüllblätter sind gleichgestaltig und frei oder an ihrer Basis verwachsen. Es sind sechs Staubblätter vorhanden mit Staubfäden, die etwa so breit sind wie die Staubbeutel. Drei Fruchtblätter sind zu einem oberständigen Fruchtknoten verwachsen. Der oft dicke, weiße bis dunkelgrüne Griffel endet meist in einer 1 bis 2 mm großen, meist dreilappigen Narbe, manchmal ist sie aber kopfig.
Es werden Kapselfrüchte oder Beeren gebildet. Jede Frucht enthält viele schwarze, manchmal graue Samen.
Einige Arten sind frosthart, so dass sie auch im mitteleuropäischen Klima überleben.

## Ökologie
Yucca ist ähnlich wie die Gattung Ficus ein typisches Beispiel für Koevolution zwischen Insekten und Pflanzen. Alle Vertreter dieser Gattung sind auf eine Bestäubung durch Weibchen der Yucca-Motten angewiesen; bei Ficus sind es Feigenwespen (Agaonidae). Durch die umgestalteten Unterkiefertaster werden Pollen zu Yucca-Blüten transportiert und dort aktiv auf den Narben deponiert. Gleichzeitig werden Eier in die Blüten abgelegt, deren Larven sich dann von den Samen ernähren. Allerdings ist der Konsum gering, so dass sich ausreichend Samen entwickeln können.

## Verbreitung

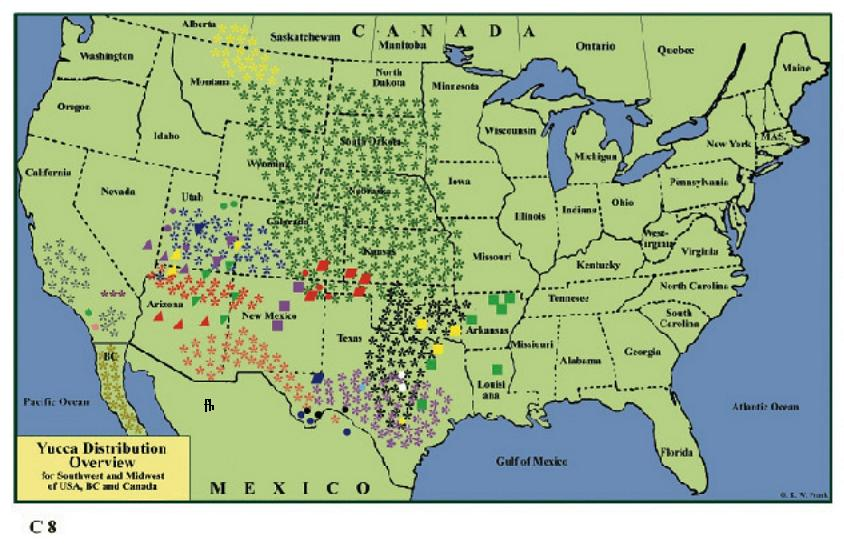
Verbreitungskarte der kapselfrüchtigen Arten im Südwesten und Mittelwesten der USA, in Mexiko (Baja California) und Kanada

Yucca-Arten kommen hauptsächlich in ariden und semi-ariden Gegenden Mexikos und der westlichen USA und im Süden von Kanada (Yucca glauca subsp. albertana) vor. Einige wenige sind in den feuchteren Regionen der mexikanischen Küstenebene und den östlichen USA weit verbreitet, das Hauptvorkommen erstreckt sich auf die mexikanisch-amerikanische Grenzregion. Aufgrund des riesigen Gesamtareals der Verbreitung sind sie unterschiedlichen Umweltbedingungen angepasst, in Bergregionen bis auf Höhenlagen von 2700 Meter (Yucca harrimaniae, Utah) ebenso wie in Küstenregionen (Yucca filamentosa, Virginia).
Ihr Vorkommen erstreckt sich von der Sonora-Wüste, Chihuahua-Wüste, Sierra Madre Occidental (Mexikanisches Hochplateau zwischen Sierra Madre Oriental und Sierra Madre Occidental), nach Sierra Madre del Sul, nahe der Halbinsel Yucatan bis nach Baja California. Wenige Arten sind in subtropischen und tropischen Zonen endemisch, wie die epiphytische oder terrestrische Yucca lacondonica in Sierra Norte de Chiapas oder Yucca elephantipes im südöstlichen Mexiko und Yucca yucatana in Belize und Guatemala.
Fritz Hochstätter kultiviert in Mannheim seit 1976 in seiner zum Zweck der Ex-situ-Erhaltung gegründeten Schutzsammlung winterharte Yuccas und andere Exoten mit detaillierten Angaben zur Herkunft. Material wurde in den Herbarien des Botanischen Gartens Heidelberg (HEID), des Botanischen Gartens Hamburg (HBG) und im Snake River Plains Herbarium an der Boise State University in Idaho (SRP) deponiert.
Der Botanische Garten Darmstadt beherbergt seit 2009 ebenfalls eine Schutz- und Sichtungssammlung winterharter Yuccas.

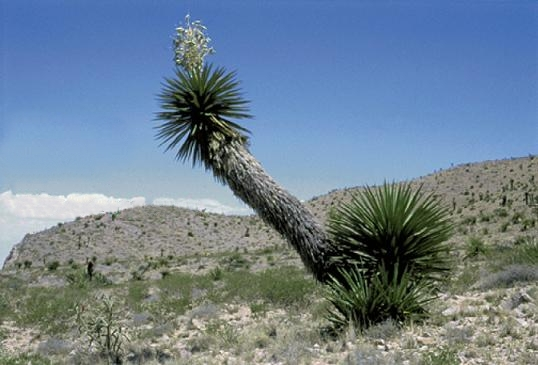
Yucca Sektion Yucca Serie Faxonianae: Yucca faxoniana in Texas, mit reifen Früchten

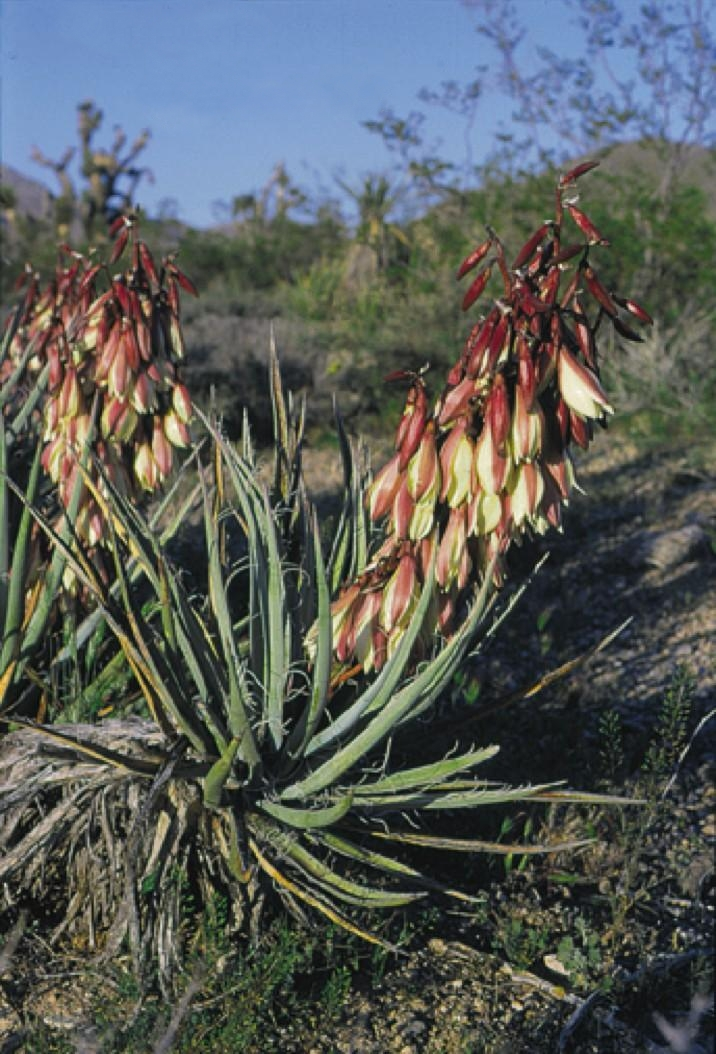
Yucca Sektion Yucca Serie Baccatae: Yucca baccata ssp. vespertina in Kalifornien mit rötlichen äußeren Blütenhüllblättern

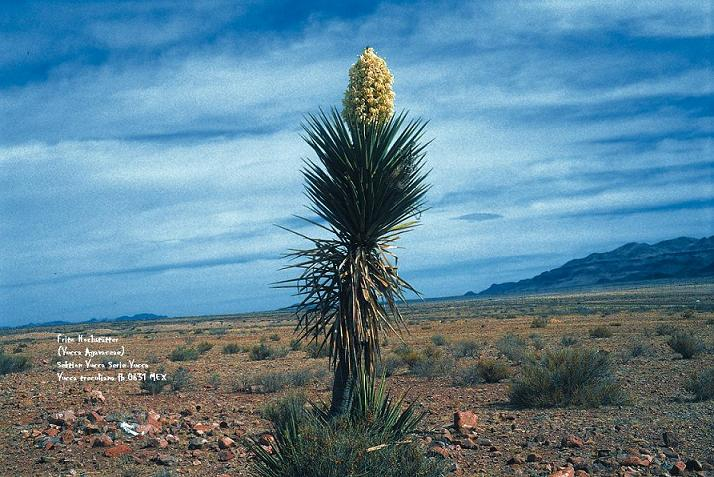
Yucca Sektion Yucca Serie Treculianae: Yucca treculiana in Mexiko, Ende April in Blüte

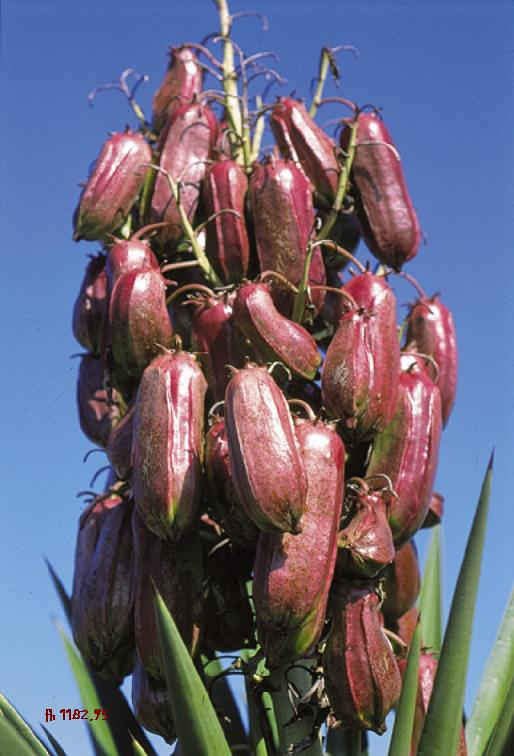
Yucca Sektion Yucca Serie Yucca: Yucca aloifolia in South Carolina mit reifen Früchten

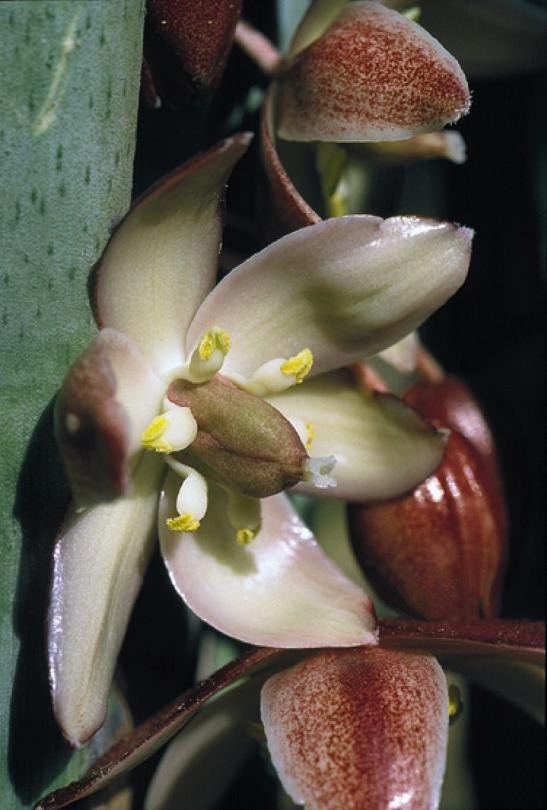
Yucca Sektion Endlichianae: Yucca endlichiana mit Blüte

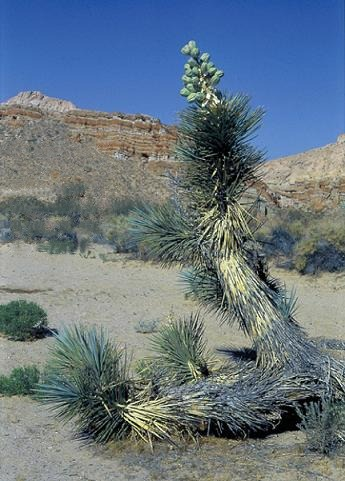
Yucca Sektion Clistocarpa: Josua-Palmlilie (Yucca brevifolia) in Kalifornien mit Früchten

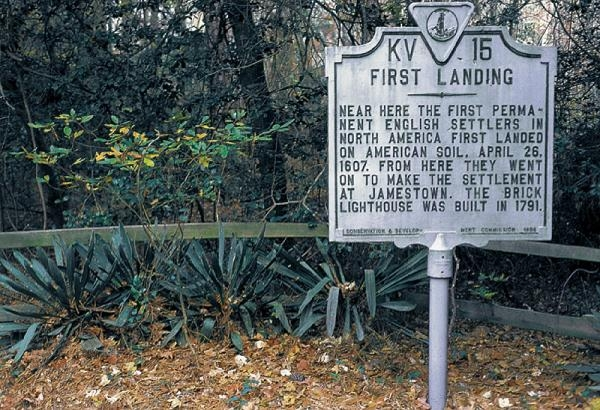
Yucca Sektion Chaenocarpa Serie Filamentosae: Yucca filamentosa in Virginia im Parkland in Küstenregionen

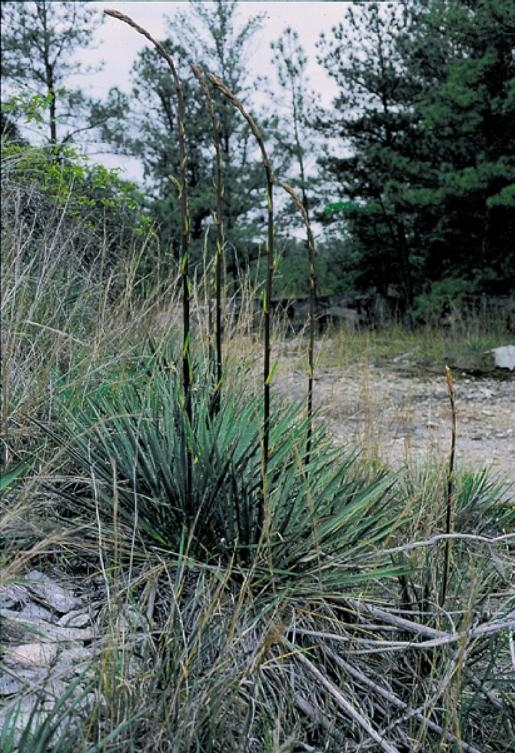
Yucca Sektion Chaenocarpa Serie Filamentosae: Yucca flaccida in Georgia in lichtem Waldland in Bergregionen

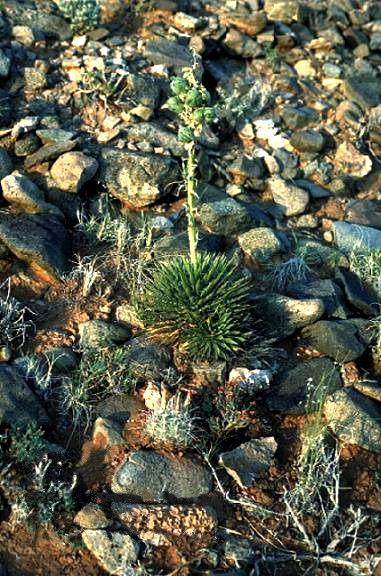
Yucca Sektion Chaenocarpa Serie Harrimaniae: Zwerg-Palmlilie (Yucca nana) in Utah mit Früchten. Ist vergesellschaftet mit Sclerocactus parviflorus.

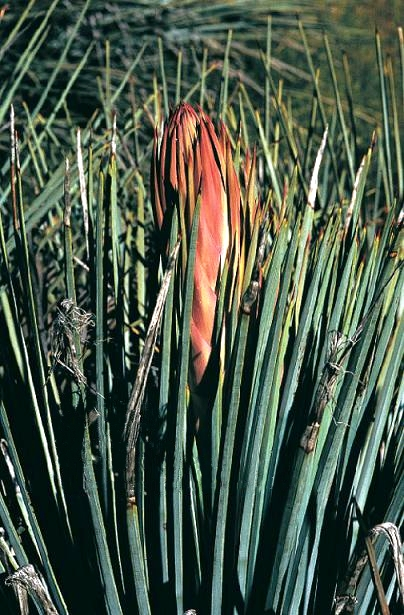
Yucca Sektion Hesperoyucca: Yucca whipplei in Kalifornien, mit Knospenansatz

## Systematik

### Systematik nach Hochstätter (2000–2004)
Die folgende Systematik der Gattung folgt Fritz Hochstätter.
Die Gattung Yucca umfasst etwa 50 Arten und 24 Unterarten in fünf Sektionen. Unterscheidendes Merkmal der Sektionen ist die Art der Öffnung der Früchte: Es gibt aufreißende, nicht aufreißende und zerbröselnde Früchte.

#### Arten mit aufreißenden Früchten
Die Pflanzen sind baumförmig mit untersetztem, kurzem bis großem, unverzweigtem oder verzweigtem Stamm. Sie wachsen solitär oder bilden Gruppen. Das Wurzelsystem ist faserig, mit kurzen oder weit ausbreitenden Rhizomen, die sich vom Hauptstamm in alle Richtungen ausbreiten. Manchmal sind bei Yucca elata oberirdische Ausläufer zu beobachten. Die Blätter sind variabel angeordnet (steif, gerade, biegsam, linear, lanzettförmig, schwertförmig). Die Blattränder bei einigen Vertretern sind gezahnt oder ungezahnt, manchmal faserig.
Der Blütenstand ist aufrecht angeordnet oder zur Seite geneigt. Die glockenförmigen Blüten sind cremefarben bis weiß. Sie besitzen sechs Perianthblätter. Die Frucht ist kugelig, eiförmig bis zylindrisch. Die holzigen, weichen, fleischigen Kapseln besitzen drei identische Samenkammern. Die Samen sind schwarz, glatt oder mit rauer Oberfläche, manchmal mit Flügeln. Die Samen sind je nach Standortbedingungen in sechs bis zehn Wochen reif.

#### Arten mit nicht aufreißenden Früchten
Die Pflanzen sind baumförmig mit untersetztem kurzen bis großem unverzweigten oder verzweigten Stamm. Sie wachsen solitär oder bilden Gruppen. Das Wurzelsystem ist fibrös, mit kurzen bis weit ausgebreitetenden unterirdischen Rhizomen. Die glatten oder aufgerauten Blätter sind variabel angeordnet. Die Blattränder sind ungezahnt und bilden manchmal Fasern.
Der Blütenstand ist aufrecht angeordnet, zur Seite geneigt oder hängend. Die Blüten sind glockenförmig bis kugelig und duften (Yucca faxoniana). Die Frucht ist kugelig bis zylindrisch, fleischig oder schwammig (Yucca brevifolia). Die Oberfläche der Samen ist strukturiert oder glatt.

#### Bestimmungsschlüssel für die Sektionen
1. Frucht nicht aufreißend: → 2
Frucht aufreißend: → 3
2. Stammlos, Blätter, Blüten und Wurzelstock fleischig, mit Rhizom, Blütenstand basal, zwischen den Blättern; Samen rau, mit kurzem Flügelrand: Sektion Endlichiana
Blätter und Blüten nicht-sukkulent. Wurzelsystem faserig; Samen ohne Flügelrand: → 4
3. Blattbreite dünn, in der Regel schmal, biegsam, manchmal breit, längsfurchig, etwas steif; Frucht, eine getrocknete Kapsel in der Reife, aufrecht; Samen glatt, flach, dünn, mit oder ohne Flügelrand: → 5
4. Blätter groß, längsfurchig, steif und schwertähnlich, oder dünn und biegsam; Frucht groß und fleischig, manchmal hängend, trockend mit einer rauen, zähen, dunkel brauner bis schwarzer Oberfläche, oft klebrig; Samen flach, mehr oder weniger verdickt, ohne Flügelrand, und mit rauer Oberfläche: Sektion Yucca
Blätter klein, dünn, schmal, flach bis längsfurchig, starr und spitz zulaufend, in einer scharfen Spitze endend; Frucht trocken, schwammig, aufrecht. Samen flach, dünn, mit glatter Oberfläche, ohne Flügelrand: Sektion Clistocarpa
5. Pflanzen solitär, manchmal monokarp, oder aus den Blattachseln sprossend; Blütenstand endständig, sehr lang (4 bis 5 Meter) breit, mit kurzen bis langen Verzweigungen, sukkulent: Sektion Hesperoyucca
Pflanzen solitär oder verzweigt, pleiokarp; Blütenstand weniger als 4 Meter in der Länge, mit dünnen, kurzen, nicht-sukkulenten Verzweigungen: Sektion Chaenocarpa

- Sektion Yucca Engelm. (Syn.: Yucca sect.Sarcocarpa)
  - Serie Faxonianae Hochstätter:
    - Yucca carnerosana (Trel.) McKelvey
    - Yucca faxoniana (Trel.) Sarg.

  - Serie Baccatae Hochstätter
    - Yucca arizonica McKelvey
    - Blaue Palmlilie (Yucca baccata Torr.)
      - Yucca baccata subsp. baccata
      - Yucca baccata subsp. vespertina (McKelvey) Hochstätter
      - Yucca baccata subsp. thornberi (McKelvey) Hochstätter

    - Yucca confinis McKelvey

  - Serie Treculianae Hochstätter
    - Yucca capensis Lenz
    - Yucca declinata Laferr.
    - Yucca decipiens Trel.
    - Yucca filifera Chabaud
    - Yucca grandiflora Gentry
    - Yucca jaliscensis Trel.
    - Yucca mixtecana Garcia-Mend.
    - Yucca periculosa Baker
    - Yucca potosina Rzed.
    - Yucca schidigera Roezl ex Ortgies
    - Yucca schottii Engelm.
    - Torrey-Palmlilie (Yucca torreyi Shafer)
    - Bajonett-Palmlilie (Yucca treculiana Carriere)
    - Datillo-Palmlilie (Yucca valida Brandegee)

  - Serie Gloriosae Hochstätter
    - Kerzen-Palmlilie (Yucca gloriosa L.)
    - Yucca recurvifolia Salisb.

  - Serie Yucca
    - Graue Palmlilie (Yucca aloifolia L.)
    - Riesen-Palmlilie (Yucca elephantipes Regel)
    - Yucca lacandonica Gomez Pompa & J.Valdes
    - Yucca linearifolia Clary
    - Yucca madrensis Gentry
    - Yucca yucatana Engelm.

- Sektion Endlichianae Hochstätter
  - Yucca endlichiana Trel.

- Sektion Clistocarpa Engelm.
  - Josua-Palmlilie (Yucca brevifolia Engelm.):
    - Yucca brevifolia subsp. brevifolia
    - Yucca brevifolia subsp. jaegeriana (McKelvey) Hochstätter
    - Yucca brevifolia subsp. herbertii (Webber) Hochstätter

- Sektion Chaenocarpa Engelm.
  - Serie Filamentosae Hochstätter
    - Fädige Palmlilie (Yucca filamentosa L.):
      - Yucca filamentosa subsp. filamentosa
      - Yucca filamentosa subsp. smalliana (Fernald) Hochstätter
      - Yucca filamentosa subsp. concava (Haw.) Hochstätter

    - Schlaffe Palmlilie (Yucca flaccida Haw.)

  - Serie Rupicolae Hochstätter:
    - Yucca cernua E.L.Keith
    - Yucca pallida McKelvey
    - Yucca queretaroensis Lujan
    - Yucca reverchonii Trel.
    - Yucca rigida (Engelm.) Trel.
    - Yucca rostrata Engelm. ex Trel.
    - Yucca rupicola Scheele
    - Yucca thompsoniana Trel.

  - Serie Harrimaniae Hochstätter
    - Yucca harrimaniae Trel.
      - Yucca harrimaniae subsp. harrimaniae
      - Yucca harrimaniae subsp. neomexicana (Wooton & Standl.) Hochstätter
      - Yucca harrimaniae subsp. sterilis (Neese & Welsh) Hochstätter
      - Yucca harrimaniae subsp. gilbertiana (Trel.) Hochstätter

    - Zwerg-Palmlilie (Yucca nana Hochstätter)

  - Serie Glaucae (McKelvey) Hochstätter:
    - Yucca angustissima Engelm. ex Trel.:
      - Yucca angustissima Engelm. ex Trel. subsp. angustissima
      - Yucca angustissima subsp. toftiae (Welsh) Hochstätter
      - Yucca angustissima subsp. kanabensis (McKelvey) Hochstätter
      - Yucca angustissima subsp. avia (Reveal) Hochstätter

    - Yucca arkansana Trel.:
      - Yucca arkansana subsp. arkansana
      - Yucca arkansana subsp. louisianensis (Trel.) Hochstätter
      - Yucca arkansana subsp. freemanii (Shinners) Hochstätter

    - Yucca baileyi Wooton & Standl.:
      - Yucca baileyi subsp. baileyi
      - Yucca baileyi subsp. intermedia (McKelvey) Hochstätter

    - Yucca coahuilensis Matuda & Lujan
    - Yucca campestris McKelvey
    - Yucca constricta Buckley
    - Seifen-Palmlilie (Yucca elata Engelm.):
      - Yucca elata subsp. elata
      - Yucca elata subsp. utahensis (McKelvey) Hochstätter
      - Yucca elata subsp. verdiensis (McKelvey) Hochstätter

    - Blaugrüne Palmlilie (Yucca glauca Nutt.):
      - Yucca glauca subsp. glauca
      - Yucca glauca subsp. stricta (Sims) Hochstätter
      - Yucca glauca subsp. albertana Hochstätter

- Sektion Hesperoyucca Engelm.:
  - Yucca whipplei Torr.: ≡ Hesperoyucca whipplei (Torr.) Trel.
    - Yucca whipplei subsp. whipplei
    - Yucca whipplei subsp. caespitosa (M.E.Jones) A.L.Haines = Hesperoyucca whipplei (Torr.) Trel.
    - Yucca whipplei subsp. intermedia A.L.Haines = Hesperoyucca whipplei (Torr.) Trel.
    - Yucca whipplei subsp. percursa A.L.Haines = Hesperoyucca whipplei (Torr.) Trel.
    - Yucca whipplei subsp. newberryi (McKelvey) Hochstätter ≡ Hesperoyucca newberryi (McKelvey) Clary
    - Yucca whipplei subsp. eremica Epling & A.L.Haines = Hesperoyucca whipplei (Torr.) Trel.

### Systematik nach J.Thiede (2020)
Nach Joachim Thiede gliedert sich die Gattung wie folgt:
- Sektion Yucca
  - Serie Faxonianae McKelvey ex Hochstätter
    - Yucca carnerosana (Trel.) McKelvey
    - Yucca faxoniana (Trel.) Sarg.

  - Serie Baccatae McKelvey ex Hochstätter
    - Yucca baccata Torr.
      - Yucca baccata subsp. baccata
      - Yucca baccata subsp. thornberi (McKelvey) Hochstätter

    - Yucca capensis L.W.Lenz
    - Yucca declinata Laferr.
    - Yucca endlichiana Trel.
    - Yucca grandiflora Gentry
    - Yucca schidigera Roezl ex Ortgies
    - Yucca valida Brandegee

  - Serie Yucca
    - Yucca aloifolia L.
    - Yucca decipiens Trel.
    - Yucca filifera Chabaud
    - Yucca gigantea Lem.
    - Yucca guatemalensis Baker
    - Yucca jaliscensis Trel.
    - Yucca lacandonica Gómez Pompa & J.Valdés
    - Yucca linearifolia Clary
    - Yucca madrensis Gentry
    - Yucca mixtecana García-Mend.
    - Yucca potosina Rzed.
    - Yucca periculosa Baker
    - Yucca queretaroensis I.Piña
    - Yucca treculiana Carrière

  - Serie Gloriosae Hochstätter
    - Yucca ×desmetiana Baker
    - Yucca gloriosa L.
      - Yucca gloriosa var. gloriosa
      - Yucca gloriosa var. tristis Carrière
- Sektion Clistoyucca Engelm.
  - Yucca brevifolia Engelm.
  - Yucca jaegeriana (McKelvey) L.W.Lenz
- Sektion Chaenoyucca Engelm.
  - Serie Rupicolae McKelvey ex Hochstätter
    - Yucca cernua E.L.Keith
    - Yucca pallida McKelvey
    - Yucca reverchonii Trel.
    - Yucca rigida (Engelm.) Trel.
    - Yucca rostrata Engelm. ex Trel.
    - Yucca rupicola Scheele
    - Yucca thompsoniana Trel.

  - Serie Harrimaniae McKelvey ex Hochstätter
    - Yucca angustissima Engelm. ex Trel.
      - Yucca angustissima subsp. angustissima
      - Yucca angustissima subsp. avia (Reveal) Hochstätter
      - Yucca angustissima subsp. kanabensis (McKelvey) Hochstätter
      - Yucca angustissima subsp. toftiae (S.L.Welsh) Hochstätter

    - Yucca baileyi Wooton &  Standl.
    - Yucca campestris McKelvey
    - Yucca elata Engelm.
      - Yucca elata subsp. elata
      - Yucca elata subsp. verdiensis (McKelvey) Hochstätter

    - Yucca feeanoukiae Hochstätter
    - Yucca harrimaniae Trel.
      - Yucca harrimaniae subsp. harrimaniae
      - Yucca harrimaniae subsp. sterilis (Neese & S.L.Welsh) Hochstätter

    - Yucca intermedia McKelvey
    - Yucca neomexicana Wooton & Standl.
    - Yucca utahensis McKelvey

  - Serie Glaucae McKelvey ex Hochstätter
    - Yucca arkansana Trel.
    - Yucca constricta Buckley
    - Yucca filamentosa L.
    - Yucca flaccida Haw.
    - Yucca glauca Nutt.
    - Yucca ×karlsruhensis Graebener
    - Yucca necopina Shinners
    - Yucca tenuistyla Trel.
- Yucca ×schottii Engelm.

## Paläobotanik
1990 wurde aus dem nordwestlichen Nevada ein Verwandter der Yucca aus dem Miozän als Protoyucca shadishii erstbeschrieben, der am stärksten Yucca brevifolia ähnelt.

## Belege

## Weiterführende Literatur
- Christopher Irwin Smith, Olle Pellmyr, David M. Althoff, Manuel Balcázar-Lara, James Leebens-Mack, Kari A. Segraves: Pattern and timing of diversification in Yucca (Agavaceae): specialized pollination does not escalate rates of diversification. In: Proceedings of the Royal Society B Band 275, Nummer 1632, 2008, S. 249–258, doi:10.1098/rspb.2007.1405.
- AYALA-HERNÁNDEZ, MARÍA M., SHANNON D. FEHLBERG, ABISAÍ J. GARCÍA-MENDOZA, ELOY SOLANO, RICARDO GARCÍA-SANDOVAL, and MARIE-STÉPHANIE SAMAIN: Phylogenetic Relationships and Character Evolution in Yucca (Agavoideae, Asparagaceae). Phytotaxa 687 (2), 2025, S. 176–200 doi:10.11646/phytotaxa.687.2.2